# Mendenhall
Mendenhall är administrativ huvudort i Simpson County i delstaten Mississippi. Enligt 2020 års folkräkning hade Mendenhall 2 199 invånare.